# Vestre Ombofjorden
Vestre Ombofjorden (også kaldt Gapafjorden eller Gabafjorden, historisk: Garpefjorden) er en fjordarm af Nedstrandsfjorden og Boknafjorden i Finnøy kommune i Ryfylke, Rogaland fylke i Norge. Den ligger mellem Sjernarøyane i vest og øen Ombo i øst. Fjorden er 6 kilometer lang og har indløb i nord mellem Slåttholmen i vest og Selodden i øst. Gapaskæret ligger midt i indløbet. I syd går fjorden ud i Finnøyfjorden, lige vest for indløbet til Gardssundfjorden.
Mod vest grænser fjorden til Bjergøy og Nord-Hidle, de østligste af Sjernarøyane. På Bjergøy ligger bygden Nesheim ved fjorden. På Ombosiden er der kun mindre bebyggelse, men længst mod syd ligger Eidssund, som har færgeforbindelse  til Nord-Talgje og Halsnøya. Fra Nesheim går der færger mod syd  til Nord-Hidle og nordover til Nedstrand på anden side af Nedstrandfjorden.